# 北毛
北毛（ほくもう）は、群馬県の地域区分の一つで、群馬県北部一帯を指す。一般的には、東毛、中毛、西毛、北毛の4区分の一つ。沼田市と中之条町を中心に構成されている。
群馬県域の約半分を占め、沼田市と利根郡を「利根沼田」や「水上北毛」、吾妻郡を「吾妻」や「草津北毛」と分けて呼ぶことがある。

## 地理

### 構成自治体
県の地域区分では、以下の2市3郡6町6村とするものがある（「感染症発生動向調査」など）。
- 沼田市・渋川市
- 北群馬郡
  - 榛東村・吉岡町
- 吾妻郡
  - 中之条町・東吾妻町・長野原町・嬬恋村・草津町・高山村
- 利根郡
  - 片品村・川場村・昭和村・みなかみ町

一方で「群馬県文化財保存活用大綱」などでは、沼田市、中之条町、長野原町、嬬恋村、草津町、高山村、東吾妻町、片品村、川場村、昭和村、みなかみ町の1市5町5村とする（渋川市と榛東村及び吉岡町は中毛に区分）
かつては、勢多郡の中東部を北毛に含む解釈もあったが、現在では中毛・東毛に含まれる。

### 地理的特徴
山間部に位置する地域であり、温泉やスキー場が点在する観光地である。

## 交通

### 鉄道
東日本旅客鉄道（JR東日本）の上越新幹線、上越線、吾妻線が通じている。観光地であるため、特急列車も数多く走っている。
過去には、上越線と吾妻線開業前に通じていた利根軌道や吾妻軌道、渋川を拠点に高崎、前橋、伊香保へ通じていた東武伊香保軌道線、草津温泉から上州三原を経て長野県の軽井沢を結ぶ草軽電気鉄道が存在していた。

### 道路
主な幹線道路として、利根地区に関越自動車道や国道17号、国道120号、吾妻地域に上信自動車道、国道145号が通じる。
そのほか、国道144号、国道146号、国道291号、国道292号、国道353号、国道401号、国道405号、国道406号が通じている。

#### 利根沼田望郷ライン
緑資源公団（現・森林整備センター）によって整備された、沼田市、利根郡みなかみ町、川場村、昭和村を結ぶ広域農道。関越自動車道・昭和インターチェンジ付近から道の駅川場田園プラザを経て月夜野インターチェンジ付近まで、利根沼田地域の外周を通過することで、農業振興や地域活性化を図るものである。みなかみ町後閑に道路ライブカメラを備えた後閑観測所がある。